# あま市甚目寺公民館
あま市甚目寺公民館（あましじもくじこうみんかん）は、愛知県あま市にある公民館。
1984年（昭和59年）に甚目寺町中央公民館として開館し、2010年（平成22年）に甚目寺町が美和町、七宝町と合併してあま市発足に伴い現在の名称に改めた。805席の大ホールがあるほか、会議室や図書室などがある。甚目寺中学校がすぐ西にあり、文化祭などの学校行事で利用される。同中学校だけでなく、あま市や大治町の中学校・高校の吹奏楽部が演奏会などで利用されている。また、社団法人全日本吹奏楽連盟と朝日新聞社が主催する全日本アンサンブルコンテスト西尾張地区大会中学校の部の会場として利用されていた。

## 施設概要

### 利用案内
- 開館時間 - 午前9時から午後9時まで[1]
- 休館日 - 毎週月曜日、年末年始（12月29日から1月3日）[1]
- 駐車場 - 126台[1]

### 1階
和風会議室
- 和風会議室1 （30名、25畳）
- 和風会議室2 （30名、28畳）

大会議室
- 大会議室1 （30名、63m²）
- 大会議室2 （30名、63m²）

### 2階
- 教養室（21名、44m²）
- 郷土資料室（30名、89m²）
- 会議室（20名、70m²）
- 研修室（39名、90m²）
- 講義室1 （84名、126m²）
- 講義室2 （48名、62m²）
- 講義室3 （48名、62m²）

### 3階
- 実習室（37名、105m²）
- 視聴覚室（72名、159m²）
  - ピアノやカラオケ機器、音響機器などがある。
- 図書室
  - 蔵書数 - 36,866冊[2]
  - 利用時間 - 午前9時から午後5時まで[3]

### 大ホール
- 客席802席、車椅子席3席
- 楽屋A・B
- 附属設備
  - フルコンサートピアノ
  - エレクトーン
  - 音響装置
  - その他スポットライト等

## 建築概要
- 着工日 - 1983年（昭和58年）6月14日
- 竣工日 - 1984年（昭和59年）3月30日
- 建築主 - あま市（甚目寺町）
- 設計者 - 株式会社浦野設計
- 施工者 - 株式会社フジタ
- 構造 - 鉄筋コンクリート構造
- 階数 - 地上3階
- 延床面積 - 5,090.37m²

## 利用者数
2014年（平成26年）時点、総件数は5,339件で総利用者数は143,793名である。その内、大ホールの利用件数は229件で利用者数は51,024名。

## 交通アクセス

### 公共交通機関
- 名鉄津島線「甚目寺駅」より北へ徒歩で約10分[1]。
- あま市巡回バス：北部巡回ルート、東部巡回ルート「あま市役所甚目寺庁舎」バス停下車、徒歩ですぐ。

### 自動車
- 名古屋第二環状自動車道「甚目寺北IC」より東へ車で約1分。

## 周辺
- あま市役所甚目寺庁舎
- あま市立甚目寺中学校
- 甚目寺郵便局
- あま市民病院
- 甚目寺総合体育館
- 国道302号（名古屋環状2号線）
- 名古屋第二環状自動車道